# Fluorescent Adolescent
Singles de Arctic Monkeys
Brianstorm
(2006) Teddy Picker
(2007)
Fluorescent Adolescent est le deuxième single du groupe de rock indépendant Arctic Monkeys issu de l'album Favourite Worst Nightmare sorti le 9 juillet 2007 au Royaume-Uni.

## Liste des pistes
| 1. | Fluorescent Adolescent | Alex Turner, Johanna Bennett | Arctic Monkeys             | 3:03 |
| 2. | The Bakery             | Alex Turner                  | Arctic Monkeys, Miles Kane | 2:56 |
| 3. | Plastic Tramp          | Alex Turner                  | Arctic Monkeys, Miles Kane | 2:53 |
| 4. | Too Much to Ask        | Alex Turner                  | Arctic Monkeys             | 3:05 |

| 1. | Fluorescent Adolescent | Alex Turner, Johanna Bennett | Arctic Monkeys             | 3:03 |
| 2. | The Bakery             | Alex Turner                  | Arctic Monkeys, Miles Kane | 2:56 |

## Classements et certifications
| Classement (2007)                      | Meilleure position |
| -------------------------------------- | ------------------ |
| Belgique (Flandre Ultratop 50 Singles) | 7                  |
| Danemark (Tracklisten)                 | 9                  |
| France (SNEP)                          | 88                 |
| Allemagne (Media Control AG)           | 86                 |
| Irlande (IRMA)                         | 12                 |
| Pologne (LP3)                          | 4                  |
| Royaume-Uni (UK Singles Chart)         | 5                  |

| Classement (2007)                             | Meilleure position |
| --------------------------------------------- | ------------------ |
| Royaume-Uni Singles (Official Charts Company) | 83                 |

| Pays        | Organisme | Certification | Exemplaires vendus |
| ----------- | --------- | ------------- | ------------------ |
| Royaume-Uni | BPI       | Argent        | 200 000            |

## Reprises
Kate Nash a repris la chanson, enregistrée le 5 octobre 2007.